# Ercole Giuseppe Luigi Turinetti
Ercole Giuseppe Luigi Turinetti, markiz de Prié (ur. 27 listopada 1658 w Turynie, zm. 13 stycznia 1726 w Wiedniu) – sabaudzki, sabaudzki szlachcic dyplomata z XVIII wieku.
W latach 1691–1708 był sabaudzkim posłem przy wiedeńskim dworze.
W latach 1708–1714 posłował do Rzymu w imieniu Sabaudii i Karola III, króla Hiszpanii (Karol VI Habsburg). Następnie (listopad 1716 - 1717) był zastępcą Eugeniusz Sabaudzkiego, jako namiestnika Austriackich Niderlandów. Turinetti nosił tytuł wicegubernatora.